# Ivo Cattenstart
Ivo Cattenstart (Hilvarenbeek, 27 september 1973) is een Nederlands oud-voetballer die tijdens zijn profloopbaan uitsluitend voor VVV speelde.

## Loopbaan
Op 14-jarige leeftijd werd de aanvaller opgenomen in de jeugdopleiding van PSV, waar hij tussen 1992 en 1994 in het tweede elftal speelde. In 1994 tekende hij een contract voor een jaar bij eerstedivisionist VVV. Die verbintenis werd niet verlengd. Cattenstart zette zijn spelersloopbaan vervolgens voort bij amateurclub T.S.V. LONGA.

## Clubstatistieken
| Seizoen         | Club            | Competitie      | Competitie | Competitie | Beker | Beker | Playoff | Playoff | Totaal | Totaal |
| Seizoen         | Club            | Competitie      | Wed.       | Dlp.       | Wed.  | Dlp.  | Wed.    | Dlp.    | Wed.   | Dlp.   |
| --------------- | --------------- | --------------- | ---------- | ---------- | ----- | ----- | ------- | ------- | ------ | ------ |
| 1994/95         | VVV             | Eerste divisie  | 14         | 4          | 4     | 0     | 3       | 0       | 21     | 4      |
| Carrière totaal | Carrière totaal | Carrière totaal | 14         | 4          | 4     | 0     | 3       | 0       | 21     | 4      |